# Mount Fisher Waterfall
Der Mount Fisher Waterfall (auch bekannt in der Schreibweise Mt Fisher Waterfall) ist ein Wasserfall im Fiordland-Nationalpark auf der Südinsel Neuseelands. Er stürzt aus einem Firnfeld unterhalb des Gipfels des 1869 m hohen Mount Fisher 100 Meter tief in das Tal des Clinton River.
Die zweite Tagesetappe des Milford Track zwischen der Clinton Hut und der Mintaro Hut führt in einiger Entfernung am Wasserfall vorbei.